# Jauz
Jauz, pseudonimo di Sam Vogel (Mill Valley, 2 settembre 1993), è un disc jockey e produttore discografico statunitense.
È diventato noto grazie al singolo Rock the Party, pubblicato nel 2015 dalla Spinnin Records in collaborazione con Ephwurd; da questo singolo prese vita un nuovo stile musicale, la Bass House.
È fondatore e proprietario dell’etichetta discografica Bite This.

## Carriera
Cresciuto in California, Vogel inizia a produrre musica elettronica con il suo PC all’età di 15 anni. Dopo aver tentato di sfondare nella recitazione, Vogel comincia a pubblicare tracce di genere Future House. La sua carriera da musicista comincia quando Kennedy Jones suona un remix di Vogel in un suo concerto; da questo momento firma con la Buygore di Borgore.
Nel 2013, Vogel cambia nome da Escape Dubstep a Jauz e continua a pubblicare remix, alcuni dei quali apprezzati e suonati da altri produttori famosi, come Skrillex o Diplo.
Nel 2014, tramite la Mad Decent di Diplo, pubblica il singolo Feel the Volume che assicura a Vogel una notevole notorietà. Il culmine del successo viene raggiunto nel luglio del 2015 quando, assieme al duo Ephwurd, pubblica, tramite la Spinnin' Records, il singolo Rock the Party. Nel 2016 continua a produrre Bass house con vari artisti di fama internazionale, come Tiësto, Marshmello, Pegboards Nerds, Eptic e Joyryde. Inoltre, la canzone Higher, realizzata col produttore Netsky ed inserita nel suo album chiamato 3, raggiunge la 19ª posizione nella Top Charts belga.
Il 6 novembre 2017, Jauz fonda la sua etichetta, la Bite This, dove pubblica varie canzoni Trap e Future bass, in collaborazione con altri famosi artisti, come DJ Snake, Snails e Zeds Dead.
Nel settembre 2018, Jauz pubblica il suo nuovo album The Wise & The Wicked tramite la propria casa discografica: all’interno dell’album sono presenti 23 brani inediti, molti dei quali in collaborazione con vari artisti quali Krewella, DJ Snake, Example, Gerald le Funk, Holy Goof, Snails e molti altri.
Il 17 gennaio 2020 pubblica l'EP Dangerous Waters contenente cinque nuovi brani inediti, quattro dei quali in collaborazione con nuovi giovani artisti presenti già all'interno della propria etichetta discografica.
Jauz utilizza il software Ableton per le sue produzioni in studio.

### Top 100 DJ Magazine
Classifica annuale stilata dalla prestigiosa rivista DJ Magazine:
- 2016: #83[10]
- 2017: #73[10]
- 2018: #103[11]

## Vita privata
Il 2 dicembre 2018 Jauz si è sposato con Joann Walker. La coppia ha reso nota la notizia tramite i propri profili social dopo diversi giorni.

## Discografia

### Album
- 2018 - The Wise and the Wicked

### EP
- 2019 - Dangerous Waters

### Singoli
- 2014 - Proppa Demands
- 2014 - Pure Evil
- 2014 - Feel the Volume
- 2015 - Rock the Party (con Ephwurd)
- 2015 - Get on Up (con Pegboard Nerds)
- 2015 - SQUAD OUT! (con Skrillex, Fatman Scoop)
- 2015 - Deeper Love
- 2016 - Higher (feat. Netsky)
- 2016 - Get Down (con Eptic)
- 2016 - Goodiez
- 2016 - Shark Attack (con Megalodon)
- 2016 - Infected (con Tiësto)
- 2016 - Magic (con Marshmello)
- 2016 - OK! (con San Holo)
- 2016 - Feel the Volume (JOYRYDE ‘Stick It in Reverse’ Mix)
- 2017 - Ghost
- 2017 - The Game
- 2017 - Claim to Be
- 2017 - I Hold Still (con Crankdat, Slushii)
- 2017 - Alpha
- 2017 - Meant to Love You (feat. ROUXN)
- 2017 - Lights Go Down (con Zeds Dead)
- 2018 - Dinner Chat (con YOOKIE & Josh Pan)
- 2018 - Babylon (con Tisoki)
- 2018 - In the Zone (feat. Example)
- 2018 - Gassed Up (feat. DJ Snake)
- 2018 - Keep the Rave Alive (con Lazer Lazer Lazer)
- 2018 - Eager (feat. Fabrice)
- 2018 - Soldier (con Krewella)
- 2018 - Velvet Paradise (con FIRST)
- 2018 - Fade (feat. Mike Waters)
- 2018 - Motherfuckers (con Snails)
- 2018 - Rave with Me (con Ducky)
- 2018 - Get Widdit (con XX92, BRU C)
- 2018 - Frequency (con Adventure Club, Kyle Pavone)
- 2018 - Acid or Techno
- 2018 - Diamonds (feat. Kiiara)
- 2018 - On Fire
- 2018 - Say Never (con Gerald le Funk)
- 2018 - Back Again (con Holy Goof)
- 2018 - Super Fly (con 666)
- 2019 - Dance Floor (con SUMR CAMP)
- 2019 - I Dare You (con Axel Boy)
- 2019 - Don’t Leave Me
- 2019 - Truth (con i_o)
- 2019 - Movin
- 2019 - Get to Me
- 2019 - Super Hott (con Dubloadz)
- 2020 - Dangerous (con Jump System)
- 2020 - Bring Em Back (con TYNAN)
- 2020 - There for U (con Franky Nuts)
- 2020 - The Beat (con Nonsens)
- 2020 - Wildlife (feat. KARRA)
- 2020 - No Doubt (con Griz)
- 2021 - Oceans & Galaxies (con Haliene)

### Remix
- 2013 - Breach - Jack
- 2014 - Zeds Dead - Ratchet
- 2014 - Buku - All Deez
- 2014 - Slipknot - Duality (Jauz, Sullivan King Remix)
- 2014 - Ed Sheeran - Sing
- 2014 - SCNDL - The Munsta
- 2014 - Childish Gambino - 3005
- 2014 - Debbie Deb - When I Ear Music
- 2014 - Five Knives - Sugar
- 2014 - O.T. Genasis - Coco
- 2015 - Riff Raff - Tip Toe Wing in My Jawwdinz
- 2015 - deadmau5 - Some Chords (Dillon Francis Remix) (Jauz Re-Edit)
- 2015 - Rusko - Jahova
- 2015 - Lema, Shafer, Roxanne Emery - Summer Air
- 2015 - Tchami, Stacy Barthe - After Life
- 2015 - Major Lazer, DJ Snake, MØ - Lean On (Jauz, Dillon Francis Remix)
- 2015 - Duke Dumont - Need U (100%) (Jauz, Marshmello Remix)
- 2016 - Daniel Bedingfield - Gotta Get Thru This
- 2016 - MØ - Final Song (Jauz, Diplo Remix)
- 2016 - League of Legends - Welcome to Planet Urf
- 2016 - DJ Snake - Propaganda
- 2016 - The Chainsmokers, Halsey - Closer
- 2016 - Passion Pit - Sleepyhead
- 2016 - Porter Robinson - Language
- 2018 - Calvin Harris, Dua Lipa - One Kiss
- 2018 - Marshmello, Bastille - Happier
- 2019 - Shaed - Trampoline
- 2019 - Pinkfong - Baby Shark
- 2023 - deadmau5, Rob Swire - Ghosts 'n' Stuff